# Рудньово (електродепо)
ТЧ-20 «Рудньо́во» (рос. ТЧ-20 Руднёво) — електродепо Московського метрополітену, яке обслуговує Некрасовську лінію.
Введено в експлуатацію 3 червня 2019 року.

## Характеристики
Площа — 20,7 га. У депо проводять технічне обслуговування, ремонт і відстій поїздів Некрасовської лінії. Місткість депо розраховано на розміщення на нічний відстій 31 потяга і технічне обслуговування 48 потягів
У проекті депо передбачена оборотна петля — по ній можливо обертати потяги для зниження нерівномірності зношення колісних пар.

## Рухомий склад
| Тип вагонів                        | Роки   |
| ---------------------------------- | ------ |
| 81-765.4/766.4/767.4 «Москва-2019» | з 2019 |
| 81-765/766/767 «Москва»            | з 2020 |

## З'єднання з метрополітеном
Депо з'єднане двоколійною ССГ зі станцією «Лухмановська».